# 福州黑猪
福州黑猪是已经灭绝的家猪品种，原产于中国福建省福州市郊区。
福州黑猪被毛为黑色、耳朵下垂且较大、体型较大，猪的额头有很深的菱形皱纹。母猪头胎产仔10～11头，经产仔12.2头。
1973年，福建省政府曾经成立福州黑猪育种协作组并建立三个品系。但由于生产速度慢且瘦肉率低，福州黑猪逐渐退出市场。据《福建省志·畜牧志》，1990年年末福州黑猪为3000头。1997年时，福州市就已经看不到福州黑猪。2004年，有报道称福州黑猪濒临灭绝。2007年，福建省畜牧总站对全省畜禽遗传资源进行调查，发现福州黑猪已经消失。